# Comunión de los Apóstoles (Ribera)
La Comunión de los Apóstoles es un cuadro creado con la técnica de óleo sobre lienzo (400×400 cm) de 1651 de José de Ribera conservado en el coro de la iglesia de la Cartuja de San Martino de Nápoles, Italia.

## Historia
La pintura fue encargada por el entonces prior de la Cartuja de San Martino, Giovan Battista Pisante, para completar el ciclo pictórico que adornaba el coro de la iglesia, donde ya estaban La adoración de los pastores (1642), de Guido Reni, en la pared frontal, La última cena (1589), del taller de Paolo Veronese, y La Pascua de los judíos (1639), de Massimo Stanzione, en la pared derecha, y El lavado de pies (1622), de Battistello Caracciolo, en la pared izquierda, junto a donde más tarde se colocaría el cuadro de Ribera.
Con este encargo, que tuvo lugar en 1638, se acordaron unos honorarios de 1.000 ducados. La obra formaba parte de un ciclo decorativo más amplio en la Cartuja que incluía también todas las demás pinturas asignadas a Ribera y que se encontraban en la iglesia, así la serie de los catorce Profetas, más que en los pisos del prior, luego San Jerónimo, San Sebastián y San Bruno recibe la regla, por un valor total de la obra realizada de aproximadamente 2.160 ducados.  Debido a los numerosos encargos que interesaron al pintor en aquellos años, así como a la grave enfermedad que aquejó al pintor español a partir de 1640, la obra no se entregó terminada a los padres cartujos hasta alrededor de 1651. 
Tras la muerte de Ribera en 1652, los herederos del pintor entablaron un pleito contra los monjes para que se reevaluara el contrato acordado y, más concretamente, la obra en cuestión, que, según ellos, merecía una remuneración más elevada por la calidad y la representación de los personajes retratados y también por el número de ellos, que inicialmente se había acordado en diez figuras completas, pero que al final de la obra fue de trece (Ribera pedía, pues, 100 ducados por figura completa).  Los herederos lograron obtener la razón del tribunal, que, de hecho, aumentó el valor del acuerdo a 1.300 ducados y, a continuación, distribuyó otros 300 ducados a los derechohabientes como compensación por el cuadro ejecutado por el maestro español. 

## Descripción y estilo
La escena representa el momento de la Institución de la Eucaristía, es decir, cuando, tras la Última Cena, Jesús distribuye el pan consagrado (simbolizado posteriormente por las hostias) a los doce apóstoles. Cristo, situado a la derecha, se dispone a dar la comunión a uno de los apóstoles, mientras que otros nueve se apiñan hacia la izquierda de la escena, esperando su turno. La composición muestra que en el momento retratado dos apóstoles ya han recibido la Eucaristía, ambos colocados detrás de Jesús, uno, Pedro, besando el suelo por el don que acaba de recibir y el otro, Juan Bautista,  durmiendo con una mano en la cara mientras está sentado a la mesa de la Eucaristía, que sólo se revela parcialmente en el fondo. La figura de la izquierda, al fondo, que mira hacia el espectador con la mano en la barbilla, aludiendo a la «duda», es Judas Iscariote. El telón de fondo es una arquitectura de arcos que, según algunos críticos, se remonta a los dibujos preparatorios de Antonio da Sangallo para el patio del palacio Farnesio de Roma;  arriba a la derecha hay varios ángeles orando.
El cuadro, que por sus dimensiones es el segundo más grande pintado por Ribera después de la Inmaculada Concepción (502×329 cm) del Convento de las Agustinas Recoletas de Monterrey, Salamanca, representa una combinación de homenajes estilísticos a los grandes maestros del pasado, que se encuentran en las grandes y luminosas composiciones à la Paolo Veronese  o en el uso de los colores y la luminosidad general de toda la escena a la manera de Tiziano  o, nuevamente, en los dibujos azules del cielo a la manera de Domenichino y Lanfranco, ssin descuidar, no obstante, el aspecto naturalista en la composición, que se aprecia en los retratos de los doce apóstoles y de Cristo, mientras que el cortinaje rojo de la parte superior enmarca la escena, recordando los grandes retablos de Caravaggio.
El cuadro está firmado y fechado en el rollo de abajo a la izquierda: « Joseph de Ribera Hispanus Va / lentius Accademicur romanus español F. 1651 ».